# Periptera macrostelis
Periptera macrostelis är en malvaväxtart som beskrevs av Joseph Nelson Rose. Periptera macrostelis ingår i släktet Periptera och familjen malvaväxter. Inga underarter finns listade i Catalogue of Life.